# Mohamed el-Shakeri
Mohamed Abdulmutalib Sulayman el-Shakeri (in arabo محمد عبدالمطلب سليمان الشكري‎?; 7 novembre 1968) è un ex cestista egiziano.

## Carriera
Con l'Egitto ha disputato i Giochi olimpici di Seul 1988.